# David Lapham
David Lapham (* 1970 in New Jersey) ist ein US-amerikanischer Comicautor. Sein bekanntestes Werk ist die von ihm gezeichnete und getextete Independent-Comic-Reihe Stray Bullets.

## Leben
David Lapham begann seine Karriere 1990 als Vorzeichner (Penciller) für Valiant Comics. Danach arbeitete er unter dem Herausgeber Jim Shooter bei Defiant Comics, wo sie 1993 zusammen die Comicreihe Warriors of Plasm schufen. 1995 gründete er seinen eigenen Verlag El Capitan Books, um die Serie Stray Bullets zu veröffentlichen, die er selbst schrieb, zeichnete und letterte. Im Jahr 2000 legte er zugunsten seiner neunteiligen Krimi-Comicserie Murder Me Dead eine Pause in der Arbeit an Stray Bullets ein. 
Ab 2005 war Lapham verstärkt im Mainstream-Comicbereich tätig. Er schrieb einen Handlungsbogen für die Reihe The Darkness sowie eine zwölfteilige Batman-Storyline für die Serie Detective Comics bei DC Comics. Für die Reihe Daredevil vs. Punisher: Means and Ends bei Marvel Comics schuf er Text und Zeichnungen. 2006 veröffentlichte Marvel Band 1 von Giant-Size Wolverine mit einer 34-seitigen Geschichte von Lapham, die von David Aja gezeichnet wurde. DC begann mit der Veröffentlichung von Tales of the Unexpected mit einem acht Ausgaben umfassenden, von Lapham geschriebenen Handlungsbogen über den Spectre. 2007 wurde seine Graphic Novel Silverfish von Vertigo veröffentlicht. Für den Marvel-Imprint MAX zeichnete er Bände der Serie Terror Inc. Danach schrieb er die Vertigo-Serie Young Liars und war Nachfolger von Garth Ennis als Textautor für Crossed.
Der Handlungsbogen von Stray Bullets wurde erst 2009 mit einer Geschichte in Dark Horse: Noir abgeschlossen. 2010 arbeitete Lapham an einer Predator-Serie für Dark Horse Comics.

## Auszeichnungen
- Eisner Award
  - 1996 Best Writer/Artist (für Stray Bullets)
  - 1997 Best Graphic Album: Reprint (für Stray Bullets: Innocence of Nihilism)

## Werke
Deutsche Veröffentlichungen
- Stray Bullets, im Original in Laphams Eigenverlag El Capitan Books erschienen, wurde in deutscher Übersetzung zunächst bei Ehapa veröffentlicht (Bände 1–7), die Bände 8 bis 22 im Verlag Schwarzer Turm.
- 2010 erschien bei Cross Cult ein „Comic-Prequel“ zum Film Predators mit einem Szenario von Marc Andreyko und David Lapham.
- 2013 erschien bei Panini die deutsche Ausgabe von Band 1 der Comic-Serie The Strain auf der Basis des Romans Die Saat von Guillermo del Toro und Chuck Hogan. Das Skript stammt von David Lapham, die Zeichnungen von Mike Huddleston.